# São Salvador em Lauro (diaconia)
São Salvador em Lauro (em latim, S. Salvatoris in Lauro) é uma diaconia restabelecida durante o Consistório Ordinário Público de 2007, em 24 de novembro, pelo Papa Bento XVI, por meio da bula papal Purpuratis Patribus. Sua igreja titular é San Salvatore in Lauro.

## História
A Igreja insiste que a diaconia é antiga e já era citada no catálogo do Papa Urbano III de 1186. O Papa Sisto V instituiu o título presbiteral de San Salvatore in Lauro em 13 de abril de 1587 com a constituição apostólica Religiosa sanctorum, transferindo o título cardinalício de São Simão Profeta.
O título foi suprimido pelo Papa Clemente X em 19 de maio de 1670 e transferido para San Bernardo alle Terme.

## Titulares presbíteros protetores
- Scipione Lancelotti † (1587 - 1598)
- Silvio Antoniano † (1599 - 1603)
- Séraphin Olivier-Razali † (1604 - 1609)
- Orazio Lancellotti † (1611 - 1620)
- Pietro Valier † (1621 - 1624)
- Luca Antonio Virili † (1629 - 1634)
- Ciriaco Rocci † (1635 - 1651)
- Pietro Vito Ottoboni † (1652 - 1660)
- Pietro Sforza Pallavicino, S.J. † (1660 - 1667)
- Giovanni Dolfin † (1667 - 1670)

## Titular diácono protetor
- Angelo Comastri (2007 - )